# Fósforo rojo

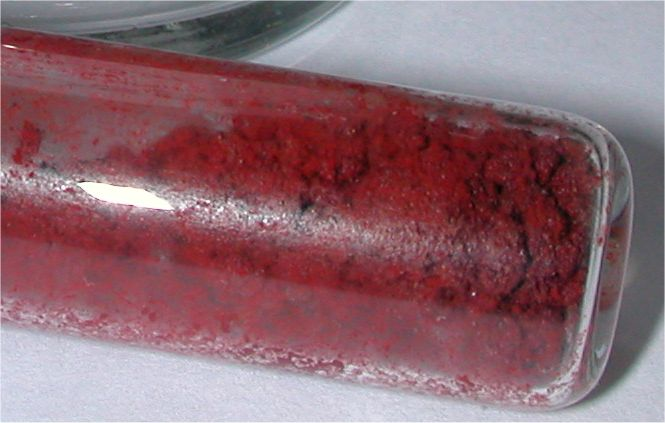
fósforo rojo

El fósforo rojo es una de las formas alotrópicas del fósforo elemental. Se trata de una sustancia amorfa, de color rojizo, poco soluble en agua y disolventes orgánicos habituales. Contrariamente al fósforo blanco, no es soluble en disulfuro de carbono y no es tóxico.

## Datos fisicoquímicos

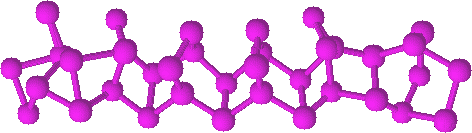
Estructura del fósforo rojo

Fórmula: P8
Masa molecular: 30,974 g/mol
Densidad: aprox. 2,16 g/mL
Punto de fusión: 585–610 °C
N.º CAS: 7723-14-0

## Reacciones generales

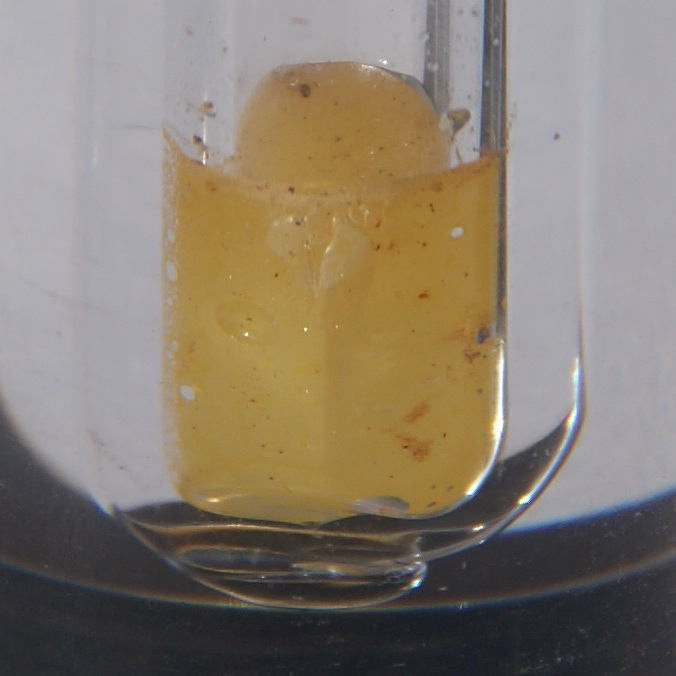
Fósforo blanco, con una pequeña cantidad de fósforo rojo, lo que le otorga un color amarillo.

En contacto con sustancias oxidantes se transforma, con una reacción muy violenta y a veces explosiva, en pentóxido de fósforo, formando un humo blanco.
El fósforo rojo se forma del fósforo blanco a 250–270 °C o de una fuerte irradiación con luz. Puede ser reconvertido en fósforo blanco por calentamiento en condiciones inertes, por ejemplo, bajo una capa de aceite. Aunque se trata de la forma de fósforo producida en mayores cantidades industrialmente se sabe poco de su estructura molecular. Probablemente se trata de un polímero con estructuras parciales en capas parecidas a las encontradas en el fósforo de Hittorf, donde todos los átomos de fósforo están unidos a tres átomos del mismo elemento.

## Aplicaciones
En Química el fósforo es utilizado en algunas reacciones como agente reductor. Por ejemplo, en presencia de trazas de yodo como catalizador es capaz de reducir clorosulfonatos en mercaptanos. También es un importante compuesto de partida para la síntesis de diversos compuestos de este elemento, desde el tricloruro de fósforo, el pentacloruro de fósforo hasta subsecuentemente las fosfinas, etc.
También se utiliza en las cerillas, donde produce la ignición de las mismas en contacto con clorato de potasio.